# Javier Cervera Gil
Javier Cervera Gil (València, 1967) és un historiador valencià, doctor en Història i en Ciències de la Informació per la Universitat Complutense de Madrid. La seua especialitat és la Guerra Civil espanyola i l'exili. És professor de la Universitat Francisco de Vitòria i del Centre Universitari Villanueva, adscrit a la Universitat Complutense.

## Obres
- Madrid en guerra. La ciudad clandestina (1998), ISBN 84-206-2908-1. El primer tom de la tesi doctoral en la que se basa aquest llibre (Violencia política y acción clandestina: la retaguardia de Madrid en guerra, 1996) pot consultar-se en línia a la Biblioteca de la Universitat Complutense; un referent sobre les matances de Paracuellos
- Así terminó la guerra de España (1999), ISBN 84-95379-00-7, en col·laboració con Ángel Bahamonde;
- Ya sabes mi paradero. La guerra civil a través de las cartas de los que la vivieron (2005), ISBN 84-08-05887-8;
- La guerra no ha terminado. El exilio español en Francia, 1944-1953 (2007), ISBN 9788430606368.